# فندق مدينة البصرة الرياضية
يقع الفندق في موقع مدينة البصرة الرياضية بالبصرة ويعد أحد المعالم المهمة فيها بعد الملعبين الرئيسيين.
إن الفندق يقع بأحد عشر طابقا مع طابقين سرداب بمساحة تبلغ 26 ألف متر مربع مع مول تجاري متكامل بمساحة خمسة الآف متر مربع وشقق خاصة باللاعبين من الوفود المضيفة في المدينة ومسبح كبير وحدائق متنوعة وبفترة إنجاز لعامين. والشركة المنفذ للمشروع هي شركة مان انتربرايز اللبنانية MAN ENTERPRISE. بكلفة 52 مليون دولار.